# Hella Good
«Hella Good» (в переводе с англ. «чертовски хорошо») — второй сингл с четвёртого альбома американской группы No Doubt Rock Steady 2001 года. В песне слышно влияние электронной музыки и фанка.
Песня написана в сотрудничестве с хип-хоп-продюсерами The Neptunes, а ремикс на неё получил премию «Грэмми».

## История создания
Группа решила сотрудничать с известными хип-хоп продюсерами The Neptunes, чтобы привнести в своё творчество «столкновение культур».
Вокалистка группы Гвен Стефани захотела написать вдохновляющую песню про самые замечательные моменты её жизни, и все вместе они сочинили клубную оптимистическую песню. Песня имеет тональность соль минор и быстрый темп 120 ударов/минута.
Слово hella сленговое, распространено в Калифорнии, употребляется для усиления характеристики предмета разговора.

## Рецензии
Критики усматривают в мелодии большое влияние группы Queen, а в бите — повторение бита песни «Billie Jean» Майкла Джексона.
Сайт About.com назвал песню лучшей в композиторской карьере Гвен.

## Успешность композиции
В США песня заняла 13-ю позицию в Billboard Hot 100. В Канаде и Великобритании песня не поднималась выше 12-го места, зато по ротации в клубах она вошла в десятку.
В 2003 году на церемонии вручения премий «Грэмми» «Hella Good» была номинирована на звание Лучшей танцевальной композиции, но проиграла группе Dirty Vegas. Ремикс же, сделанный диджеем Sanchez, выиграл в номинации «Лучший ремикс».

## Видеоклип

Скриншот из видеоклипа

Чёрно-белый клип на композицию снят режиссёром Марком Романеком. Сюжет не имеет никакой фабулы, группа просто выступает на заброшенном корабле, катается на водных мотоциклах. Режиссёр основывался в стилистике клипа на модных фотосессиях итальянского журнала моды Vogue. Видео снято в марте 2002 года в Калифорнии.

## Список композиций
1. «Hella Good» (альбомная версия) — 4:02
2. «Hey Baby» — «Stank Remix» совместно с Outkast and Killer Mike (dirty version) — 4:06
3. «Hey Baby» — «Kelly G’s Bumpin' Baby Club Mix» — 8:14
4. «Hella Good» клип — 4:02

## Позиции в чартах и продажи

### Чарты
| Чарт (2002)                              | Высшая позиция |
| ---------------------------------------- | -------------- |
| Australian Singles Chart                 | 8              |
| Austrian Singles Chart                   | 44             |
| Canadian Singles Chart                   | 26             |
| New Zealand Singles Chart                | 17             |
| Swiss Singles Chart                      | 78             |
| UK Singles Chart                         | 12             |
| U.S. Billboard Hot 100                   | 13             |
| U.S. Billboard Adult Top 40              | 9              |
| U.S. Billboard Hot Dance Music/Club Play | 1              |
| U.S. Billboard Rhythmic Top 40           | 29             |
| U.S. Billboard Top 40 Adult Recurrents   | 3              |
| U.S. Billboard Top 40 Mainstream         | 3              |
| U.S. Billboard Top 40 Tracks             | 9              |

### Сертификации
| Регион                                                      | Сертификация | Продажи |
| ----------------------------------------------------------- | ------------ | ------- |
| Австралия (ARIA)                                            | Золотой      | 35 000^ |
| ^ Данные о тиражах приведены только на основе сертификации. |              |         |